# 中原昌也
中原 昌也（なかはら まさや、1970年6月4日 - ）は、日本の音楽家、映画評論家、小説家、随筆家、画家、イラストレーター。
文化学院高等課程中退。1988年頃から音楽活動を始め、1990年にノイズユニット暴力温泉芸者を立ち上げ、海外公演などを通じて日本国外でも活動している。音楽活動と並行して映画評論も手がけ、1998年には小説家としてデビュー、2001年に『あらゆる場所に花束が…』で三島由紀夫賞、2006年に『名もなき孤児たちの墓』で野間文芸新人賞を受賞。
父は絵本作家・イラストレーターの中原収一（なかはら しゅういち、1936年 - 2018年）。

## 経歴
1970年、東京都港区青山に生まれる。小学生時代から海外の前衛文学を愛好。また映画雑誌『スターログ』を購読していた。中学生時代には、佐藤重臣主催のカルト映画上映会「黙壷子フィルムアーカイブ」に参加、大きな影響を受ける。映画に興味を持つ一方でノイズミュージックにも興味を示し、1988年頃より音楽活動を開始。1990年にアメリカのインディペンデントレーベルRRRecordsから「暴力温泉芸者」名義でマゾンナとのスプリットLPを出し、以降ソニック・ユース、ベック、ジョン・スペンサーのフロントアクトをこなす。小山田圭吾との交友（青山ブックセンターで中原が小山田にボストン・ストラングラーズというバンドを組もうと誘った）から音楽誌やカルチャー雑誌を中心に人気を得る。90年代中盤ごろ、メディアからは「デス渋谷系」と呼ばれる事もあった。1995年のアメリカツアーを始めとして海外での公演も多い。トラットリアやダブレストラン、東芝EMIなどから多くの音楽作品を発表しており、一時期はリミキサーとしても活躍。コーネリアス、布袋寅泰、スチャダラパー、ECD、宇宙犬などの作品を手がけた。またトリビュート盤への参加もあり、暴力温泉芸者名義でトッド・ラングレンの『トッドは真実のスーパースター』や、マーク・ボランの『Boogie with the Wizarad』などの作品に名を連ねている。
1997年に小室哲哉の番組に出演した際、SM嬢のマネキンと相撲文字で「暴力温泉芸者」と書かれた書割を見て恥ずかしくなり、「Hair Stylistics」名義に変更、同名義では2004年に1stアルバム『Custom Cock Confused Death』を発表している。音楽活動と並行し、1995年から町山智浩が創刊した『映画秘宝』シリーズにメイン・ライターとして参加。1996年には初の著書、『ソドムの映画市』も刊行。映画評論家として活動を始める。
1998年、『文藝』に連載した『絶望の散歩道』を短編集『マリ&フィフィの虐殺ソングブック』にまとめ、小説家としてデビュー。2001年、初の長編『あらゆる場所に花束が……』で第14回三島由紀夫賞を受賞（青山真治『ユリイカ EUREKA』との同時受賞）。審査員のうち宮本輝、髙樹のぶ子からは反発を受けたが島田雅彦、福田和也から支持を受け、協議の結果受賞が決まった。福田からは「本作品は、アヴァン・ポップ的なものとして読まれているようだが、本質的にはむしろ、シクススやシモン、ソレルスといった50-70年代フランスのヌーボー・ロマンの結構をもっている」と評される。
2005年、第58回カンヌ国際映画祭に出品された青山真治監督『エリ・エリ・レマ・サバクタニ』に出演。
2006年に中編『点滅……』が第135回芥川賞（2006年上半期）候補作品に選ばれた時には1票も入らずに落選、中原がこれを受けて『SPA!』誌上で選考委員の批判（多くの選考委員に対しては批判的であったが、黒井千次については真摯な選評への謝辞を述べている）を記し一部で話題になった。一方で短編集『名もなき孤児たちの墓』は、審査員の支持を受け同年の第28回野間文芸新人賞を受賞した。同年、「眩暈の装置:松本俊夫をめぐるインターメディアの鉱脈」（川崎市市民ミュージアム、キュレーター、佐藤実）に出展。
2008年、全ての文芸雑誌の1月号に小説を掲載した。
文芸誌のコラムやインタビューでは「活字を書いて生活していくことの苦しさ」を言い立てることが多い。『文學界』2008年4月号で行なわれた、古井由吉、筒井康隆、高橋源一郎、島田雅彦、川上未映子ら作家11人による大座談会「ニッポンの小説はどこへ行くのか」に出席した際も、中原は終始「小説は、辛くて辛くて書きたくない。でも、書かないと、その辛さがわかってもらえない」というような発言を繰り返し、司会の高橋源一郎から「中原君はほっときましょう」と言われている。
2008年、高橋源一郎の選考により『中原昌也 作業日誌』でBunkamuraドゥマゴ文学賞受賞。高橋は「おれの基準で、いちばん小説になっていたもの、最高の小説だったもの、それが、一見、ただの日記にすぎない、聞いたことも見たこともないCDやDVDの膨大な購入リストとグチと泣き言ばかりの、この中原昌也の『作業日誌』だった」との選評を行なった。
2009年、矢内原美邦演出の舞台『五人姉妹』の音楽を手がけた。
2023年1月から脳梗塞（糖尿病の合併症）で入院していることが同年9月に発表された。

## 中原昌也文学賞
中原昌也が個人的に選考して表彰する賞。
- 第1回（2004年） ロマン優光（ロマンポルシェ。）『音楽家残酷物語』
- 第2回（2005年） 木野雅之 『異形の監督 ジェス・フランコ』
- 第3回（2008年） 山崎圭司編（西村安弘、矢澤利弘、殿井君人、伊東美和、中原昌也、馬場敏裕共著）『イタリアン・ホラーの密かな愉しみ―血ぬられたハッタリの美学』

## ディスコグラフィ

### 自身の作品
暴力温泉芸者名義
- 『Shocks! Shocks! Shocks!』（1989年、Vanilla Records） - 1993年にCDで再発
- 『Excrete Music』（1991年、Vanilla Records）
- 『Otis』（1993年、Endorphine Factory） - 1996年にRail Recordingsより一部を修正し再発
- 『QUE SERA SERA』（1995年、Rail Recordings）
- 『Black Lovers: Early Lost Tapes 1988』（1995年、My Fiance's Lifework Productions）
- 『U.S. Tour'95- Live Collaboration With Smegma, Truman's Water, Thurston Moore』（1995年、Japan Overseas）
- 『TEENAGE PET SOUNDS』（1996年、Trattoria）
- 『NATION OF RHYTHM SLAVES』（1996年、Rail Recordings）
- 『The Midnight Gambler』（1996年、Pure）
- 『Violent Onsen Geisha』（1997年、Bloody Butterfly）

Hair Stylistics名義
- 『TRANSONIC ARCHIVES / 1996-1999』（2001年、Transonic）
- 『Custom Cock Confused Death』（2004年、Daisyworld）
- 『AM5:00+』（2007年、Boid）
- 『Monthly Hair Stylistics』（2008年 - 2009年、Boid） - 12枚のCDアルバムを1ヶ月に1枚ずつ、12ヶ月に渡ってリリースしたもの。
- 『LIVE!』（2009年、Boid）
- 『First』（2011年、Black Smoker Record）
- 『COMBOPIANO-1+HAIR STYLISTICS』（2011年、P-VINE） - COMBOPIANOの3人のうち2人とのセッション音源。
- 『DYNAMIC HATE』（2013年、disques corde）

また、2009年終盤頃から、ライブ録音を含む膨大な音源を私家版CD-Rにて発表している。

### リミックス
- スチャダラパー「0718 アニソロ (暴力温泉芸者Remix)」『サイクル・ヒッツ』（1995年、Ki/oon）
- Cornelius「Volunteer Ape Man (Disco/暴力温泉芸者Remix)」『96/69』（1996年、Trattoria）
- 宇宙犬「Atomic Pop (暴力温泉芸者Remix)」『コテカ』（1996年、Polystar）
- 『ヤング・マガジンCD-book 座敷女』（1997年、講談社） - 望月峯太郎 原作漫画のラジオドラマCDをリミックス
- Ground Zero「What A Way To Die (暴力温泉芸者Remix)」『Conflagration (Project: Consume / Consuming Ground Zero Vol. 2)』（1997年、Creativeman Disc.）
- Microstoria「Endless Summer NAMM (暴力温泉芸者Remix)」『Reprovisers』（1997年、Mille Plateaux）
- 花代「真っ赤なしずく (Hair Stylistics Remix)」『サヨナ・ラ・ラ』（1996年、メディアレモラス）
- 布袋寅泰「CIRCUS (Afro groove Mix)」『BATTLE ROYAL MIXES』（1996年、東芝EMI）
- Fantastic Explosion「Hixon & Carter (Hair Stylistics Remix)」『in the 90's』（1999年、Transonic）
- ECD「RUDE BOY SUTRA (exodus ecd extended version)」『MELITING POT』（1999年、Cutting Edge）
- 筋肉少女帯「もーれつア太郎'07 (Hair Stylistics Remix) 」（2007年、Sony）
- 禁断の多数決「透明感 (Hair Stylistics remix)」『禁断の予告編』（2012年、self-released）

### 作詞
- 篠原ともえ「チャタレイ夫人にあこがれて」『スーパー・モデル』（1996年、Ki/oon）
- NIPPS「汚れた花」『ONE FOOT』（2002年、ONE FOOT）
- 渚ようこ「愛の逃亡者」『愛の逃亡者』（2003年、Sound of Elegance）

### その他
- 中原昌也と荏開津広 a.k.a. Hairstylistics vs Egaze『SOB-A-MBIENT Music for your favorite soba shop』（2003年、Victor）
- 長嶌寛幸、中原昌也、浅野忠信『エリ・エリ・レマ・サバクタニ サントラ』（2006年）

### 監修
- 『GO CINEMANIA REEL 4 スクリーミング ア ゴーゴー』（2000年）

## 著書

### 小説
- 『マリ&フィフィの虐殺ソングブック』（1998年、河出書房新社） - のち河出文庫
  - 路傍の墓石／血で描かれた野獣の自画像／ソーシャルワーカーの誕生／あのつとむが死んだ／とびだせ、母子家庭／つとむよ、不良大学の扉をたたけ／ジェネレーション・オブ・マイアミ・サウンドマシーン／消費税5パーセント賛成／独り言は、人間をより孤独にするだけだ／物語終了ののち、全員病死／暗い廊下に鳴り響く、淋しい足音の歌／レインボー・ドッグス 明日への挑戦状／文庫版解説：柳下毅一郎

- 『子猫が読む乱暴者日記』（2000年、河出書房新社） - のち河出文庫
  - 子猫が読む乱暴者日記（『文藝別冊』1999年7月）
  - 十代のプレイボーイ・カメラマン かっこいい奴、うらやましいあいつ（『広告』1999年5+6月号）
  - デーモニッシュ・キャンドルズ（『文藝』1999年夏季号）
  - 闘う意志なし、しかし、殺したい（『リトルモア』1999年秋季号）
  - 黒ひげ独身寮（『文藝』1998年冬季号）
  - 欲望ゴルフ ホール・イン・ワン（『文藝』1999年春季号）
  - 貧乏だから、人間の死肉を喰らう（『文藝』1999年冬季号）
- 『あらゆる場所に花束が……』（2001年、新潮社） - のち新潮文庫
- 『キッズの未来派わんぱく宣言』（2004年、リトルモア） - CD付き
- 『待望の短篇集は忘却の彼方に』（2004年、河出書房新社） - のち河出文庫
  - 待望の短篇は忘却の彼方に／血牡蠣事件覚書／お金をあげるからもう書かないで、と言われればよろこんで／凶暴な放浪者／鳩の住み家／ロック演奏会／音楽は目に見えない／SEXY BABYLON／交通事故現場にいた老婆／残飯置き場／天真爛漫な女性
- 『名もなき孤児たちの墓』（2006年、新潮社） - のち文春文庫
  - 私のパソコンタイムズ顛末記（『文學界』2004年7月号）
  - 彼女たちの事情など知ったことか（『新潮』2004年8月号）
  - 女たちのやさしさについて考えた（『文學界』2004年9月号）
  - 美容室「ペッサ」（『新潮』2004年10月号）
  - 典子は、昔（『文學界』2004年11月号）
  - 憎悪さん、こんにちは！（『新潮』2004年12月号）
  - 鼻声で歌う君の名は（『文學界』2005年1月号）
  - 記憶道場（『新潮』2005年2月号）
  - 傷口が語る物語（『文學界』2005年3月号）
  - 血を吸う巨乳ロボット（『新潮』2005年4月号）
  - 女とつき合う柄じゃない（『文學界』2005年5月号）
  - ドキュメント 授乳（『新潮』2005年6月号）
  - ドキュメント 続・授乳（『文學界』2005年7月号）
  - 名もなき孤児たちの墓（『新潮』2005年8月号）
  - 大集合！　ダンサー＆アクターズ（『文學界』2005年9月号）
  - 点滅……（『新潮』2006年2月号）
  - 文庫版解説：田口ランディ
- 『KKKベストセラー』（2006年、朝日新聞社） - CD付き
- 『ニートピア2010』（2008年、文藝春秋）
  - 舞台動物（『メルボルン』01）
  - 怪力の文芸編集者（『新潮』2006年12月号）
  - ブン殴って犯すぞ！（『新潮』2006年9月号）
  - 誰が見ても人でなし　（『文學界』2006年10月号）
  - 中間小説（『エソラ』第4号）
  - 声に出して読みたい名前（『新潮』2007年6月号）
  - フンペ・フンペ（『文藝』2007年秋季号）
  - ニートピア2010（『新潮』2007年10月号）
  - 忌まわしき湖の畔で（『新潮』2008年1月号）
  - 誰も映っていない（『すばる』2008年1月号）
  - 事態は悪化する（『文學界』2008年1月号）
  - 新売春組織「割れ目」（『群像』2008年1月号）
  - 放っておけば、やがて未来（『文藝』2008年春季号）
- 『悲惨すぎる家なき子の死』（2012年、河出書房新社）
  - 悲惨すぎる家なき子の死／死体晒し場／かつて馬だった娘／心の始球式／人間の顔にしか見えないものが／君は馬鹿より愚かしい／まだ何も書いていない…
- 『こんにちはレモンちゃん』（2013年、幻戯書房）
  - こんにちはレモンちゃん／アイ・アム・ア・ドリーマー／死者の家にて／ひ／キリストの出てくる寓話集／夢で罵られる／恋する魔法／忠雄がいる……
- 『知的生き方教室』（2014年、文藝春秋）
- 『軽率の曖昧な軽さ』（2016年、河出書房新社）
  - 軽率／傷口に硬貨を入れれば／恋愛の帝国／良子の見た幸福／犬のしつけビデオに潜む落とし穴／人間の部屋／真弓 キミが見せてくれた夢／鳩嫌い
- 『パートタイム・デスライフ』（2019年、河出書房新社）
- 『虐殺ソングブックremix』（2019年、河出書房新社）
  - 中原の過去作を他作家がリミックスしたもの。町田康、OMSB、柴崎友香、曽我部恵一、朝吹真理子、三宅唱、五所純子、湯浅学、やくしまるえつこ、高橋源一郎が参加。
- 『人生は驚きに充ちている』（2020年、新潮社）
  - 小説「人生は驚きに充ちている」の他に、エッセイや日記、古井由吉や浅田彰との対談を収録
- 『偉大な作家生活には病院生活が必要だ』（2024年、河出書房新社）
- 『焼死体たちの革命の夜』（2025年、河出書房新社）

### 映画評論
- 『ソドムの映画市 あるいは、グレートハンティング的（反）批評闘争』（1996年、洋泉社）
- 『エーガ界に捧ぐ』（2003年、扶桑社）
- 『青山真治と阿部和重と中原昌也のシネコン!』（2004年、リトルモア） - 青山真治、阿部和重との共著
- 『続・エーガ界に捧ぐ』（2005年、扶桑社）
- 『映画の頭脳破壊』（2008年、文藝春秋）
- 『エーガ界に捧ぐ 完全版』（2018年、 boid）

### エッセイ・対談など
- 『サクセスの秘密 中原昌也対談集』（2001年、河出書房新社）
- 『ボクのブンブン分泌業』（2004年、太田出版）
- 『嫌オタク流』（2006年、太田出版） - 高橋ヨシキ、海猫沢めろん、更科修一郎との共著
- 『中原昌也 作業日誌 2004→2007』（2008年、boid）
- 『IQ84以下!』（2010年、フィルムアート社） - 絵本
- 『死んでも何も残さない―中原昌也自伝』（2011年、新潮社）
- 『中原昌也の人生相談 悩んでるうちが花なのよ党宣言』（2015年、リトルモア）
- 『12枚のアルバム』（2018年、boid） - 対談集
- 『二〇二〇年フェイスブック生存記録』（2021年、boid） - Kindle版のみ

## フィルモグラフィ
- 『血を吸う宇宙　外伝　変身』（2002年） - 出演
- 『エリ・エリ・レマ・サバクタニ』（2005年） - 出演
- 『オカルト』（2009年） - 音楽
- 『アノソラノアオ』（2012年） - 音楽
- 『酒中日記』（2015年） - 出演
- 『激怒 RAGEAHOLIC』（2022年） - 音楽

## 受賞
- 2001年 - 第14回三島由紀夫賞（『あらゆる場所に花束が……』）[11]
- 2006年 - 第28回野間文芸新人賞（『名もなき孤児たちの墓』）[12]
- 2008年 - 第18回Bunkamuraドゥマゴ文学賞（『中原昌也 作業日誌 2004→2007』）[13]